# Взгор'є
Взго́р'є (рос. Взгорье) — селище у складі Октябрського району Оренбурзької області, Росія.

## Населення
Населення — 199 осіб (2010; 312 у 2002).
Національний склад (станом на 2002 рік):
- казахи — 41 %